# Kaparen
Kaparen est une île du golfe de Finlande située dans le quartier Suvisaaristo à Espoo en Finlande,,.

## Présentation
Kaparen est une île de quatre hectares et sa plus grande longueur est de 440 mètres dans la direction sud-ouest-nord-est. 
L'île est située au sud de Stora Herrö à côté de Rövaren. 
Sur le côté sud-ouest de Kaparen se trouve l'ilot Kaparkobben, qui est presque relié à  Kaparen.  
L'ancienne île fortifiée de Kytö et la réserve ornithologique de Röda Kon sont situées au sud-est.
Kaparen a deux feux de camp couverts, un abri à bois et des toilettes sèches.
Le camping est interdit sur l'île. 
L'ile convient aux excursions d'une journée ou à ceux qui passent la nuit sur leur propre bateau.
Kaparen n'est pas desservi par un service régulier de bateau, mais elle est très populaire parmi les plaisanciers. 
Dans l'anse abritée de l'île, on trouve quelques places pour mouiller. En entrant dans la crique, il faut être prudent, car la zone est très rocheuse et il n'y a pas de marquage précis sur les cartes marines.
Les caractéristiques les plus typiques de Kaparen sont les pins sur les rochers, les parois formations rocheuses, les petits étangs et les prairies sur les rivages.